# Signiphora flavopalliata
Signiphora flavopalliata is een vliesvleugelig insect uit de familie Signiphoridae. De wetenschappelijke naam is voor het eerst geldig gepubliceerd in 1880 door Ashmead.